# 新潟市立笹口小学校
新潟市立笹口小学校（にいがたしりつ ささぐちしょうがっこう）は、新潟県新潟市中央区笹口にある公立小学校。

## 概要
- 新潟駅南口に位置する学校である。
- NIIGATA光のページェントでの六年生コーラスを務める。
- 新潟駅南地域の開発により児童数が増加し、温泉旅館のように複雑に校舎を増築していった。 特にバブル期における校区のマンション・宅地分譲化は紫竹山小学校の分離のきっかけとなった。   しかし皮肉にも分離決定後に少子化・バブル崩壊で児童数は減り続け、現在は最盛期の四分の一程の児童数である。
- 校区内は全体的にマンションが多く、転勤族が目立つ。その為転校生が多い。

## 沿革
- 1872年（明治5年）：学制後、建部家一室を借り、「第七私学省弊舎付塾北川堂」開校。
- 1951年（昭和26年）：校歌がきまる。
- 1971年（昭和46年）：創立百周年記念式典が挙行される。
- 1981年（昭和56年）：児童数が最も多かった。
- 1991年（平成3年）：紫竹山小学校が分離新設される。
- 2000年（平成12年）：12月：プール竣工。
- 2012年（平成24年）：現体育館完成。
- 2013年（平成25年）：現校舎完成。旧校舎は解体され、グランドと校舎の立地関係が反転した。

## 教育目標
『磨く磨き合う』